# Baron Rojo
Barón Rojo är ett spanskt hårdrocksband, startat år 1980 i Madrid. Bandet är känt som ett av de största spanskspråkiga hårdrocksbanden genom tiderna. De rankades som nummer 18 av musiktidningen Rolling Stone på listan "50 Greatest Spanish rock bands". Några av bandets förebilder är bland andra Jimi Hendrix, Black Sabbath och Deep Purple.
Deras låttexter är för det mesta skrivna på spanska, men några få låttexter är skrivna på engelska. Bandets andra skiva "Volumen Brutal" (1982) räknar med en engelsk version.

## Medlemmar
Nuvarande medlemmar
- Armando de Castro – gitarr, sång (1980– )
- Carlos de Castro – gitarr, sång (1980– )
- Rafa Díaz – trummor (2007– )
- José Luis Morán – basgitarr (2018– )

Tidigare medlemmar
- Sherpa (José Luis Capuzano) – gitarr, sång (1980–1989)
- Hermes Calabria – trummor (1980–1989, 2009–2011)
- Máximo González – sång (1990–1991)
- Pepe Bao – basgitarr (1990–1991)
- Ramakhan (José Antonio Nogal) – trummor (1991–1995)
- Niko del Hierro - basgitarr (1991–1992)
- José Luis Aragón – basgitarr (1993–1995)
- José Martos – trummor (1993–1998, 2005–2007)
- Ángel Arias – basgitarr, sång (1995–2007)
- Valeriano Rodríguez – trummor (1998–2005)
- Tony Ferrer – basgitarr (2007–2008)
- Gorka Alegre – basgitarr (2008–2015)
- Óscar Cuenca – basgitarr (2015–2016)
- Javier Rodríguez – basgitarr (2017)

## Diskografi

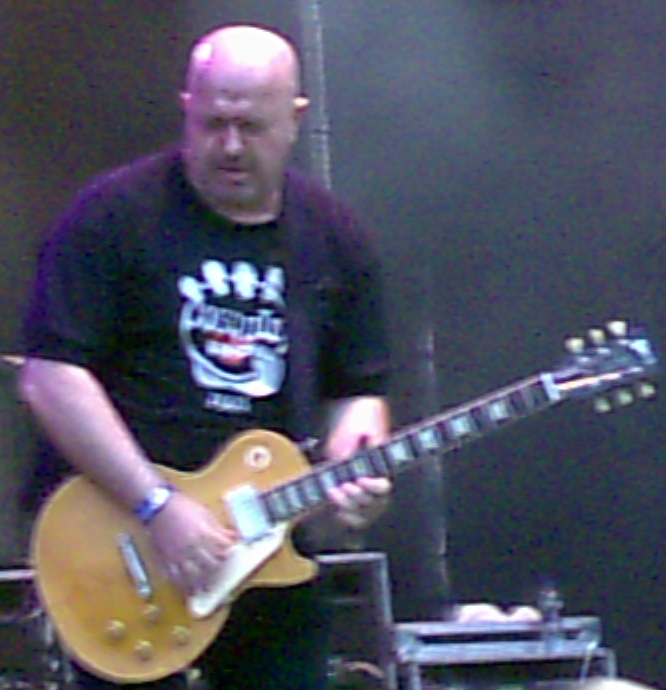
Carlos de Castro 2006.

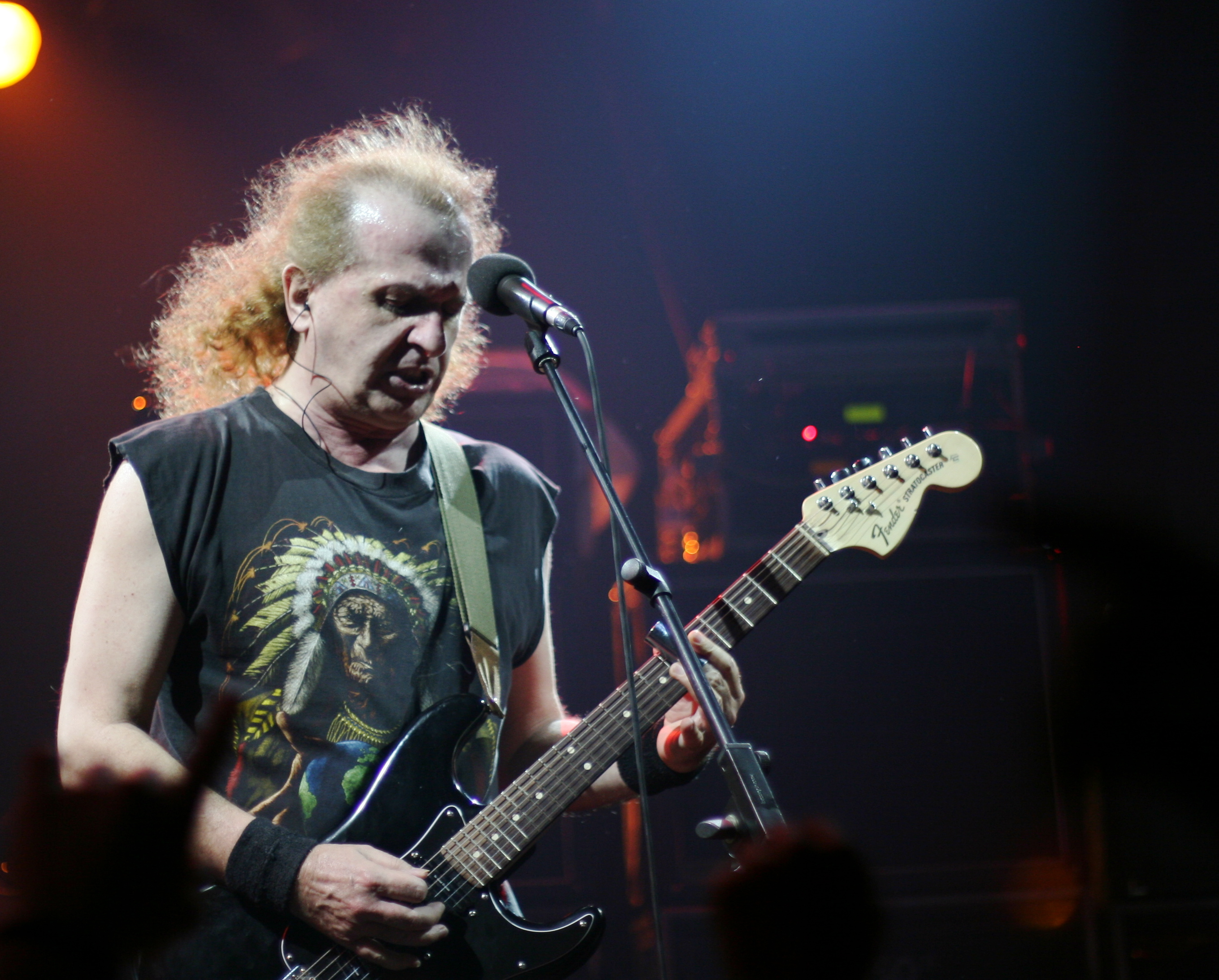
Sala Apolo spelar med Barón Rojo i Barcelona 2008.

### Studioalbum
- Larga vida al rock and roll – 1981
- Volumen brutal – 1982
- Metalmorfosis – 1983
- En un lugar de la marcha – 1985
- Tierra de nadie – 1987
- No va más – 1988
- Obstinato – 1989
- Metalmorfosis – 1991
- Desafío – 1992
- Arma secreta – 1997
- 20+ – 2001
- Cueste Lo Que Cueste – 2001
- Perversiones (cover album) – 2003
- Tierra de Nadie – 2004
- Ultimasmentes – 2006
- Tommy Barón – 2012

### Livealbum
- Barón al rojo vivo – 1984
- Siempre estáis allí – 1986
- Barón en Aqualung – 2002
- Desde Barón a Bilbao – 2007 (DVD och 2 CD)
- En clave de rock – 2009

### Samlingsalbum
- Larga vida al Barón – 1995
- Cueste lo que cueste – 1999
- Noches de Rock 'N' Roll – 2004
- Las aventuras del Barón – 2006

### Singlar
- "Con botas sucias"/"Chica de la ciudad"
- "Barón rojo"/"Larga vida al rock n roll"
- "Los rockeros van al infierno"/"Incomunicación"
- "Resistiré"/"Hermano del rock & roll"
- "Casi me mato"/"Tierra de vándalos"
- "Invulnerable"/"Herencia letal"
- "El malo"/"Rockero indomable"
- "Campo de concentración"/"Las flores del mal"
- "Concierto para ellos"/"Tierra de vándalos"
- "Breakthoven"/"Chicos del rock"
- "Cuerdas de acero"/"El baile de los malditos"
- "Hijos de Caín"/"Caso perdido"
- "Pico de oro"/"El pedal"
- "Tierra de nadie"/"El precio del futuro"
- "Travesía urbana"/"En tinieblas"
- "Trampa y cartón"/"Los domingos son muy aburridos"
- "Get on your knees"
- "Alí Baba y los 40"/"Exorcismo"
- "Te espero en el infierno"
- "Stand up"/"You're telling me"/"Baron flies over England
- "Arma secreta"/"Fugitivo"
- "Cueste lo que cueste"/"Resistiré" (versión nueva)
- "Fronteras"
- "Concierto para ellos" (En directo)/"20+"(En directo)
- "Neon knights"/"What's next to the moon"/"Move over"